# اندرو راشبری
اندرو راشبری (انگلیسی: Andrew Rushbury؛ زادهٔ ۷ مارس ۱۹۸۳) بازیکن فوتبال اهل بریتانیا است.
از باشگاه‌هایی که در آن بازی کرده‌است می‌توان به باشگاه فوتبال چسترفیلد، باشگاه فوتبال ماتلوک تاون، باشگاه فوتبال آلفرتون تاون، و باشگاه فوتبال فارست گرین راورز اشاره کرد.